# 利維克山
利維克山（英語：Mount Levick），是南極洲的山峰，位於維多利亞地的斯科特海岸，處於圖馬林高原西北部，屬於冷藏山脈的一部分，海拔高度2,390米，由英國探險隊繪入地圖，現時由南極條約體系管理。